# Nogais
Het Nogais (ногай тили, nogaj tili) is een Turkse taal, die gesproken wordt in de Russische deelrepublieken Dagestan en Karatsjaj-Tsjerkessië.

## Herkomst en verspreiding
De Nogai zijn afstammelingen van de Turkse volkeren van de Gouden Horde, die zich vermengden met hun Mongoolse overheersers. Hun naam is afgeleid van Nogai Khan, een kleinzoon van Dzjengis Khan. Het Nogais wordt vandaag gesproken door ongeveer 70.000 mensen in het noordoosten van de Kaukasus. De taal komt vooral voor in de Russische deelrepublieken Dagestan, Karatsjaj-Tsjerkessië, Tsjetsjenië en Ingoesjetië en in de kraj Stavropol. Bij de laatste volkstelling in de Sovjet-Unie gaven 67.591 of 89,8 procent van de 75.181 Nogai nog steeds het Nogais op als moedertaal.

## Klankleer
|             | labiaal | labiaal | dentaal/ alveolaar | dentaal/ alveolaar | post- alveolaar | post- alveolaar | velaar | velaar | uvulaar | uvulaar |
| ----------- | ------- | ------- | ------------------ | ------------------ | --------------- | --------------- | ------ | ------ | ------- | ------- |
| nasaal      |         | m       |                    | n                  |                 |                 |        | ŋ      |         |         |
| plosief     | p       | b       | t                  | d                  |                 |                 | k      | ɡ      | q       |         |
| fricatief   | f       | v       | s                  | z                  | ʃ               | ʒ               |        |        | χ       | ʁ       |
| affricaat   |         |         | ts                 |                    | tʃ              | dʒ              |        |        |         |         |
| vibrant     |         |         |                    | r                  |                 |                 |        |        |         |         |
| approximant |         | w       |                    | l                  |                 | j               |        |        |         |         |

|          | voor     | voor   | achter   | achter |
|          | ongerond | gerond | ongerond | gerond |
| -------- | -------- | ------ | -------- | ------ |
| gesloten | i        | y      | ɯ        | u      |
| midden   | e        |        |          | o      |
| open     | æ        | œ      |          | a      |

## Schrift
Sinds 1938 wordt het Nogais geschreven in het cyrillisch, ter vervanging van het Latijnse alfabet dat sinds 1928 in gebruik was. Daarvoor werd het Arabisch alfabet gebruikt.
| А а | Аь аь | Б б | В в | Г г   | Д д | Е е   | Ё ё | Ж ж   | З з |
| И и | Й й   | К к | Л л | М м   | Н н | Нъ нъ | О о | Оь оь | П п |
| Р р | С с   | Т т | У у | Уь уь | Ф ф | Х х   | Ц ц | Ч ч   | Ш ш |
| Щ щ | Ъ ъ   | Ы ы | Ь ь | Э э   | Ю ю | Я я   |     |       |     |

| A a | B в | C c | D d | E e | F f | G g | Ƣ ƣ | I i | J j | K k |
| L l | M m | N n | Ꞑ ꞑ | O o | Ө ө | P p | Q q | R r | S s | Ş ş |
| Ꞩ ꞩ | T t | U u | V v | X x | У y | Z z | Ƶ ƶ | Ь ь |     |     |

- Gemeinsame Normdatei: 4291547-8
- Nationale Bibliotheek van Letland: 000304501
- Bibliotheek van het Japanse parlement: 00577537
- Nationale Bibliotheek van Israël: 987007533853005171